# Venera Kalipigijska
Venera Kalipigijska, također poznata kao Afrodita Kalipigijska (grčki: Ἀφροδίτη Καλλίπυγος), sve doslovno znači "Venera (ili Afrodita) lijepe stražnjice", starorimska je mramorna statua, za koju se smatra da je kopija starijeg grčkog originala. U primjeru anasyrme, prikazuje djelomično ogrnutu ženu, koja podiže svoj lagani peplos kako bi otkrila svoje bokove i stražnjicu, i gleda unatrag i dolje preko ramena, možda kako bi ih procijenila. Predmet se konvencionalno identificira kao Venera (Afrodita), iako može biti i portret smrtne žene.
Današnji mramorni kip datira iz kasnog 1. stoljeća prije Krista. Za izgubljeni grčki izvornik na kojem se temelji smatra se da je bio brončani i da je izveden oko 300. pr. Kr., prema početku helenističke ere. Podrijetlo mramorne kopije je nepoznato, ali je ponovno otkrivena, bez glave, u ranom novom vijeku. Glava je restaurirana, najprije u 16. stoljeću i ponovno u 18. stoljeću (u tom je slučaju kipar prilično pomno slijedio raniju restauraciju); restaurirana glava je napravljena tako da gleda preko ramena, privlačeći dodatnu pozornost na golu stražnjicu kipa, čime je pridonijela njezinoj popularnosti. U 17. i 18. stoljeću kip je identificiran kao Venera i povezivan s hramom Afrodite Kallipygos u Sirakuzi, o čemu govori Atenej u svojim Deipnozofistima. Kip je kopiran nekoliko puta, uključujući Jean-Jacques Clérion i François Barois.

## Povijest
"Venera Kallipygos" u Nacionalnom arheološkom muzeju u Napulju rimsko je djelo u mramoru koje datira u kasno 1. stoljeće prije Krista.  Smatra se kopijom ili "parafrazom" starijeg grčkog kipa, vjerojatno brončanog . Smatra se da je ovaj izgubljeni original nastao oko 300. pr. Kr., blizu početka helenističkog doba. Kipar i podrijetlo mramorne verzije nisu poznati. Ponovno je otkriven, bez glave, u Rimu barem do 16. stoljeća. Ponekad se kaže da je pronađena u ruševinama Domus Aurea cara Nerona, iako je to malo vjerojatno, budući da tamo otkriveni fragmenti nisu sadržavali dokaze o visokokvalitetnim umjetničkim djelima poput Venere.
Glava koja je nedostajala rekonstruirana je u 16. stoljeću. Restaurator je odlučio da figura pogleda preko ramena u vlastitu stražnjicu, što je izbor koji je Veneri dao prepoznatljivu pozu i imao značajan utjecaj na kasnija tumačenja djela.  Kip je kupila obitelj Farnese i bio je u Palazzo Farnese do 1594.; to bi mogla biti ogrnuta Venera koju su posjetitelji ranije tog stoljeća opisali u palači. U 17. stoljeću poznato je da se čuvao u Sala dei Filosophi u palači, gdje je stajao okružen kipovima osamnaest antičkih filozofa. Godine 1731. imanje Farnese naslijedio je Charles od Bourbona, koji je prenio neke od mramora, uključujući Veneru, preko rijeke Tiber u vilu Farnesina.
Godine 1786. Bourboni su odlučili premjestiti Veneru Kallipygos u Napulj s ostatkom Farneseove zbirke . Prvo ju je, međutim, poslao na restauraciju Carlo Albacini . Odgovarajući na suvremene kritike nekih obilježja kipa, Albacini je zamijenio glavu, ruke i jednu nogu; prilično je vjerno slijedio prethodnu restauraciju tako što je lik osvrnuo preko njezina ramena. Do 1792. kip je bio u Muzeju Capodimonte u Napulju, a do 1802. bio je u it. Museo degli Studi, sada Nacionalni arheološki muzej u Napulju, gdje se i nalazi.

## Tumačenja
Odluka restauratora da joj figura gleda preko leđa uvelike je utjecala na kasnija tumačenja, do te mjere da su je klasičari Mary Beard i J. G. W. Henderson opisali kao "stvorili 'remek-djelo' umjesto fragmenta". Restaurirana poza kipa dodatno privlači pozornost na golu stražnjicu i daje figuri izrazito erotski aspekt. Restauracija je u umovima gledatelja podsjetila na priču zabilježenu u Atenejevim deipnosofistima o osnivanju hrama "Afrodite Kallipygos" u drevnoj Sirakuzi na Siciliji. Prema Ateneju, dvije lijepe sestre s farme u blizini Sirakuze svađale su se koja od njih ima ljepšu stražnjicu i obratile su se mladom prolazniku da ga ocijeni. Pokazali su se putniku, sinu bogataša, a on je glasao za stariju sestru. Nakon toga, postao je opčinjen njome i obolio od ljubavne muke. Saznavši što se dogodilo, čovjekov mlađi brat otišao je osobno vidjeti djevojke i zaljubio se u mlađu sestru. Nakon toga braća su odbila razmatrati bilo koju drugu nevjestu, pa je njihov otac organizirao da se sestre udaju za njih. Građani su sestre prozvali "Kallipugoi" ("Žene s lijepom zadnjicom"), a uz njihov novopronađeni prosperitet, posvetile su hram Afroditi, nazvavši je Kallipygos.
Drugi izvori spominju kult Afrodite Kallipygos u Sirakuzi. Kršćanski pisac Klement Aleksandrijski uvrštava ga u popis erotskih manifestacija poganske religije. Od 16. stoljeća, Atenejeva priča kružila je u prepričavanju priča iz klasične mitologije Vincenza Cartarija, Le Imagini. Mnogi promatrači 17. i 18. stoljeća identificirali su subjekt kipa kao božicu i pretpostavili da je djelo kultna statua iz hrama Venere Kallipygos. Stoga se u to vrijeme često opisivalo kao Venera koja izlazi iz kade. Drugi su je umjesto toga identificirali s jednom od djevojaka s "lijepom zadnjicom" iz Atenejeve priče, i kao takva bila je poznata i kao "La Belle Victorieuse" ili "La Bergère Grecque".
Godine 1836. Famin ju je nazvao "šarmantnom statuetom", ali je primijetio da je "stavljena u rezerviranu dvoranu, gdje se znatiželjnici uvode samo pod nadzorom čuvara, iako ni ta mjera opreza nije spriječila zaobljene oblike koji su osvojili božicu ime Callipyge, jer je prekriveno tamnom bojom, koja odaje svjetovne poljupce koje fanatične obožavateljice tamo svakodnevno utiskuju. I sami smo poznavali mladog njemačkog turista obuzetog ludom strašću za ovim raskošnim mramorom; i suosjećanje koje je nadahnulo njegovo stanje uma ostavilo je po strani svaku ideju ismijavanja."

## Moderne kopije
Mramorna kopija Jean-Jacquesa Clériona (1686.) poslana je u Versailles. Drugu kopiju napravio je François Barois tijekom svog boravka u Francuskoj akademiji u Rimu, 1683.-1686. Poslan je u Versailles, zatim u Marly-le-Roi 1695., gdje ga je Jean Thierry opremio dodatnim mramornim draperijama, kako ne bi uvrijedio sve razboritiji javni ukus; ostao je u Marlyju do revolucije, kada je pronašao svoj put do Jardin des Tuileries.
August Snažni naručio je kopiju koju je izradio Pierre de l'Estache u Rimu između 1722. i 1723. za Grosser Garten u Dresdenu. Međutim, uništena je 1945. godine.

## Moderno razumijevanje
Identifikacija iz 19. stoljeća ponovno je popularizirana stihovima francuskog liričara Georgesa Brassensa iz 20. stoljeća, u njegovoj "Vénus Callipyge", koja se čini eksplicitno referira na Jeana de La Fontainea u njegovoj fra. Conte tiré d'Athénée, među posmrtnim pričama (treća pod tim naslovom u tzv. fra. contes libertins, prva dva u Première partie, objavljena 10. siječnja 1665.), koja parafrazira Atenejev izvještaj i završava izravnim spominjanjem poznate stražnjice:
 
Metallic Venus, moderna interpretacija Jeffa Koonsa izrađena od poliranog čelika, iz njegove je serije Antiquity Series. Vrlo erotična, kromirana skulptura slavi izvorne teme ljepote, plodnosti i nevinosti, ali s modernom perspektivom. Svježe cvijeće u komadu mijenja se svakodnevno, predstavljajući bacanje, konzumerističku kulturu modernog društva